# Seghetto (Umago)
Seghetto (in croato Seget) è una frazione di 190 abitanti, nel comune di Umago (Istria).

## Storia

La biblioteca de Franceschi di Seghetto

Nel XVII secolo il territorio di Seghetto e di Giubba venne dato in concessione dal governo della Serenissima alle famiglie nobili italiane fuggite dai loro possedimenti nelle isole greche e da Sebenico in seguito alle persecuzioni da parte dei Turchi.  Sono noti i nomi delle famiglie nobili dei conti Manin, Carciotti e de Franceschi. Esse si insediarono in zone incolte e segnate dalla peste, su vaste estensioni di proprietà della Chiesa di Umago che presero in affitto rivendicandone successivamente la proprietà.
I nobili de Franceschi, conti di Candia, edificarono un palazzo di grande pregio architettonico, Villa de Franceschi, dove in seguito soggiornò il grande ammiraglio veneto Angelo Emo. Per secoli Seghetto fu un insediamento pacifico che visse di agricoltura ed allevamento.
La Villa de Franceschi possedeva una ricca biblioteca, che dopo la seconda guerra mondiale fu trasferita a Fiume dal governo croato contro il volere dei legittimi proprietari.

## Società

### Evoluzione demografica
Abitanti censiti